# 邦尼奥
邦尼奥，是匈牙利绍莫吉州所辖的一个村。总面积14.62平方公里，总人口252，人口密度17.2人/平方公里（2011年1月1日）。